# Nação burguesa
Nação burguesa ou nação plutocrática é um termo postulado pelos adeptos do fascismo. O fascismo vê uma nação governada pela norma da cultura burguesa como uma sociedade associada ao estilo de vida sedentário, ao individualismo, à plutocracia e a exploração econômica do proletariado e das nações proletárias.
Mussolini descreveu as nações burguesas como nações que buscavam afirmar sua hegemonia sob a perseguição do imperialismo enquanto negava às nações proletárias a busca de tal fim, descrevendo-as como as nações que dominaram a economia mundial em detrimento das nações proletárias. Para Mussolini, "a nação mais gorda e burguesa do mundo" era a Grã-Bretanha.
A concepção fascista da nação burguesa foi influenciada pelas teorias políticas e econômicas do sociólogo italiano Vilfredo Pareto, que criticava o capitalismo por causar desintegração moral e deterioração da ordem política da sociedade.